# Grand Prix Formule 1 van San Marino 1999
De Grand Prix Formule 1 van San Marino 1999 werd gehouden op 2 mei 1999 in Imola.

## Verslag
De vanaf Pole-position gestarte Mika Häkkinen behield bij de start de leiding voor Michael Schumacher en Eddie Irvine.
Jacques Villeneuve had zijn BAR als vijfde gekwalificeerd, maar kwam niet meer weg bij de start.
Häkkinen bouwde in de beginfase van de race een flinke voorsprong uit,  maar in de zeventiende ronde maakte de Fin een fout bij het uitkomen van de laatste bocht en eindigde in de muur onder de ogen van de juichende Italiaanse tifosi.  Michael Schumacher rekende hierna af met David Coulthard door hem voor te blijven na diens pitstop. 

## Uitslag
| Positie | Nr | Rijder                | Team               | Ronden | Tijd/Opgave         | Startplaats | Punten |
| ------- | -- | --------------------- | ------------------ | ------ | ------------------- | ----------- | ------ |
| 1       | 3  | Michael Schumacher    | Ferrari            | 62     | 1:33:44.792         | 3           | 10     |
| 2       | 2  | David Coulthard       | McLaren-Mercedes   | 62     | +4.265              | 2           | 6      |
| 3       | 16 | Rubens Barrichello    | Stewart-Ford       | 61     | +1 ronde            | 6           | 4      |
| 4       | 7  | Damon Hill            | Jordan-Mugen-Honda | 61     | +1 ronde            | 8           | 3      |
| 5       | 9  | Giancarlo Fisichella  | Benetton-Playlife  | 61     | +1 ronde            | 16          | 2      |
| 6       | 11 | Jean Alesi            | Sauber-Petronas    | 61     | +1 ronde            | 13          | 1      |
| 7       | 23 | Mika Salo             | BAR-Supertec       | 59     | +3 rondes           | 19          |        |
| 8       | 20 | Luca Badoer           | Minardi-Ford       | 59     | +3 rondes           | 22          |        |
| 9       | 21 | Marc Gené             | Minardi-Ford       | 59     | +3 rondes           | 21          |        |
| 10      | 17 | Johnny Herbert        | Stewart-Ford       | 58     | Motor               | 12          |        |
| 11      | 5  | Alessandro Zanardi    | Williams-Supertec  | 58     | Gespind             | 10          |        |
| NF      | 12 | Pedro Diniz           | Sauber-Petronas    | 49     | Gespind             | 15          |        |
| NF      | 18 | Olivier Panis         | Prost-Peugeot      | 48     | Gasklep             | 11          |        |
| NF      | 4  | Eddie Irvine          | Ferrari            | 46     | Motor               | 4           |        |
| NF      | 8  | Heinz-Harald Frentzen | Jordan-Mugen-Honda | 46     | Gespind             | 7           |        |
| NF      | 15 | Toranosuke Takagi     | Arrows             | 29     | Benzinedruk         | 20          |        |
| NF      | 6  | Ralf Schumacher       | Williams-Supertec  | 28     | Elektrisch probleem | 9           |        |
| NF      | 1  | Mika Häkkinen         | McLaren-Mercedes   | 17     | Ongeluk             | 1           |        |
| NF      | 14 | Pedro de la Rosa      | Arrows             | 5      | Ongeluk             | 18          |        |
| NF      | 10 | Alexander Wurz        | Benetton-Playlife  | 5      | Ongeluk             | 17          |        |
| NF      | 22 | Jacques Villeneuve    | BAR-Supertec       | 0      | Versnellingsbak     | 14          |        |
| NF      | 19 | Jarno Trulli          | Prost-Peugeot      | 0      | Gespind             | 5           |        |

## Wetenswaardigheden
- Eddie Irvine beleefde hier zijn enige uitvalbeurt van het hele seizoen 1999.

## Statistieken
| Pole-position | Mika Häkkinen      | McLaren-Mercedes | 1:26.362 |
| Snelste ronde | Michael Schumacher | Ferrari          | 1:28.362 |

## Noot
- Dit was de 25ste podiumplaats voor David Coulthard.

1981 · 1982 · 1983 · 1984 · 1985 · 1986 · 1987 · 1988 · 1989 · 1990 · 1991 · 1992 · 1993 · 1994 · 1995 · 1996 · 1997 · 1998 · 1999 · 2000 · 2001 · 2002 · 2003 · 2004 · 2005 · 2006